# ケラトスコプス
ケラトスコプス（学名：Ceratosuchops）は、約1億2900万年前から約1億2500万年前ごろの前期白亜紀のヨーロッパに生息した、スピノサウルス科バリオニクス亜科に属する獣脚類の恐竜の属。イギリスのワイト島に分布するウェセックス層から断片的な化石が産出しており、2021年に新属新種として記載された。属名は「角のあるワニの顔」を意味する。推定全長は約8メートルと考えられている。

## 発見と命名

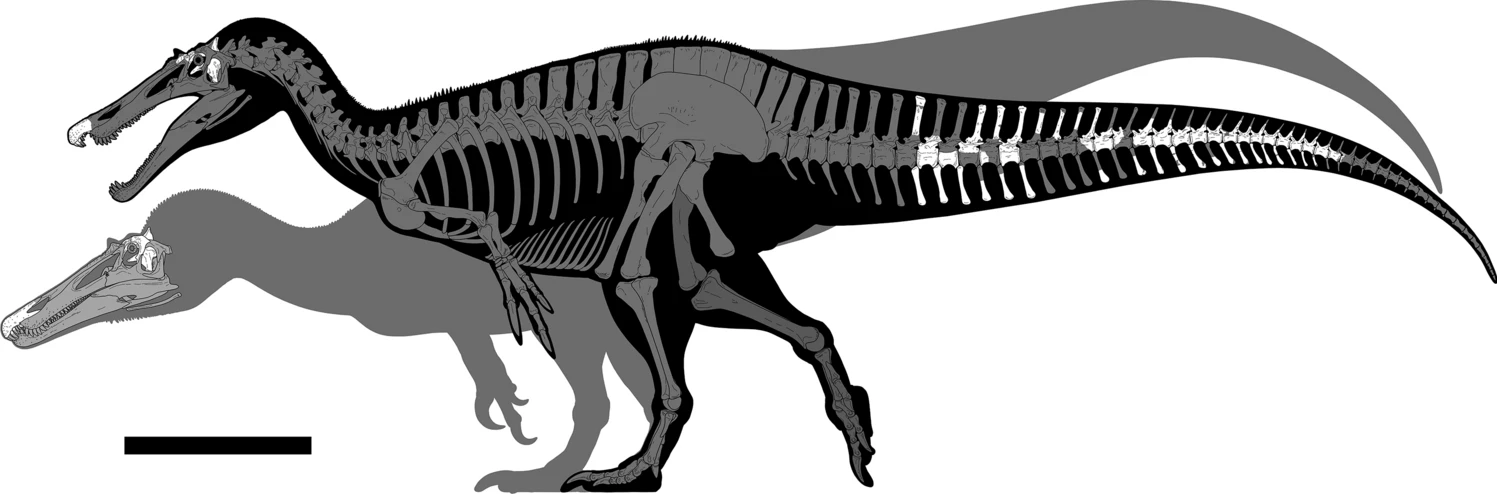
ケラトスコプス（奥）とリパロヴェナトル（手前）の発見部位

2013年から2017年にかけて、ワイト島南西部の海岸で未同定のスピノサウルス科の化石が発見され、ダイナソー・アイルに所蔵された。これらの化石は長らくバリオニクスに分類されていたが、2021年にケラトスコプス・インフェロディオスとしてリパロヴェナトルと共に記載・命名された。属名は「角のあるワニの顔」を意味し、種小名は「地獄のサギ」を意味する。
ホロタイプ標本は前上顎骨体(IWCMS 2014.95.5)と前上顎骨の後側断片(IWCMS 
2021.30)およびほぼ完全だが関節しない頭蓋(IWCMS 2014.95.1-3)から構成される。この他に本属種に割り当てられた骨には右後眼窩骨(IWCMS 2014.95.4)がある。これらの化石は海岸の独立した砂岩中で発見されたため、正確な層序関係は不明である。

## 特徴

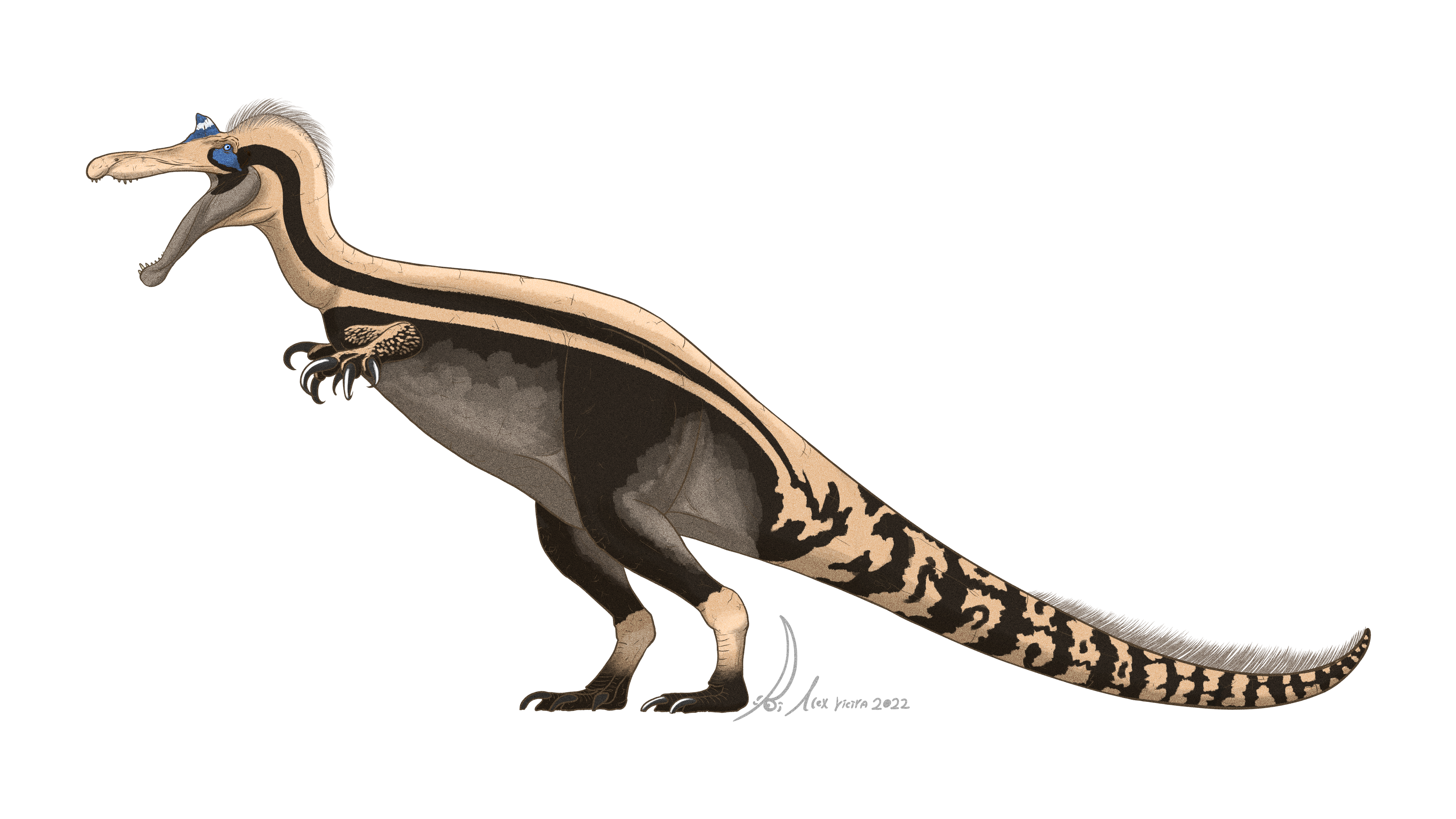
生体想像復元図

本属種の固有派生形質は記載されていない一方で、他のバリオニクス亜科からの識別を可能とする形質の組み合わせが記載されている。具体的には、前上顎骨に鼻孔が存在する点（スコミムス?と一致しバリオニクスと不一致）、前上顎骨の上顎突起が短い点（バリオニクスと一致しスコミムス?と不一致）、正中線上の前上顎突起が存在しない点（バリオニクスと一致しスコミムス?と不一致）、paroccipital processの背側面の前側縁が湾曲する点（バリオニクスとおそらくリパロヴェナトルでは角骨）、otoccipital boneのparoccipital processが後外側を向く点（バリオニクスではより外側）、後頭関節丘の外後頭部の間隔が狭い点（リパロヴェナトルおよびスコミムス?と一致しバリオニクスと不一致）、内外側に厚い外側の鶏冠がsubcondylar recessを欠く点（スコミムス?と一致しバリオニクスおよびリパロヴェナトルと不一致）、上後頭骨の背側突起が比較的頑強である点（バリオニクスと一致しスコミムス?と不一致）、basioccipital apronの下の基蝶形切痕の背側の張り出しが無い点（バリオニクスとリパロヴェナトルは切痕が背側に伸びる）が挙げられる。

## 系統
最大節約法を用いた系統解析では、ケラトスコプスはバリオニクス亜科に置かれ、リパロヴェナトルとの姉妹群をなした。このことはスピノサウルス科のヨーロッパ起源説を補強するものであり、バリオニクス亜科のスコミムスの祖先とスピノサウルス亜科のシギルマッササウルスおよびスピノサウルスの祖先は、それぞれ別個にアフリカ大陸へ進出したことが示唆される。

|  | ML1190 (=イベロスピナス) |
|  |                          |
|  | バリオニクス             |
|  |                          |

|  | スコミムス                                                          |
|  |                                                                     |
|  | \| \| リパロヴェナトル \| \| \| \| \| \| ケラトスコプス \| \| \| \| |
|  |                                                                     |
|  | リパロヴェナトル                                                    |
|  |                                                                     |
|  | ケラトスコプス                                                      |
|  |                                                                     |

|  | リパロヴェナトル |
|  |                  |
|  | ケラトスコプス   |
|  |                  |

|  | ML1190 (=イベロスピナス) |
|  |                          |
|  | バリオニクス             |
|  |                          |

|  | スコミムス                                                          |
|  |                                                                     |
|  | \| \| リパロヴェナトル \| \| \| \| \| \| ケラトスコプス \| \| \| \| |
|  |                                                                     |
|  | リパロヴェナトル                                                    |
|  |                                                                     |
|  | ケラトスコプス                                                      |
|  |                                                                     |

|  | リパロヴェナトル |
|  |                  |
|  | ケラトスコプス   |
|  |                  |